# Жінки в родео

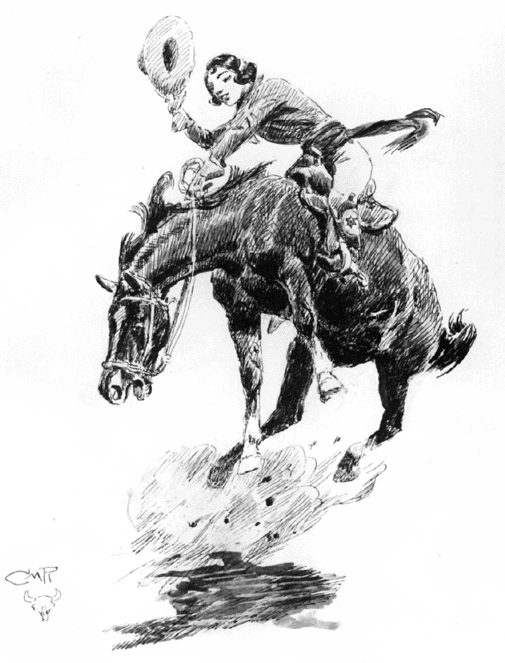
Наїзниця в родео від CM Russell

Історично жінки давно брали участь у родео. Енні Оукл створила образ наїздниці наприкінці 19 століття, а в 1908 році 10-річну Люсіль Малголл охрестили першою наїзницею після демонстрації її навичок з мотузкою в Медісон Сквер Гарден. Жінки були відзначені конкурентками у змаганнях з приборкуванню биків на початку ХХ ст., поки Бонні МакКарролл не померла в родео 1929 року. Її смерть посилила протистояння конкуренткам у родео; згодом жінок витіснили з родео чоловіки.

## 19 ст.— початок 20 ст

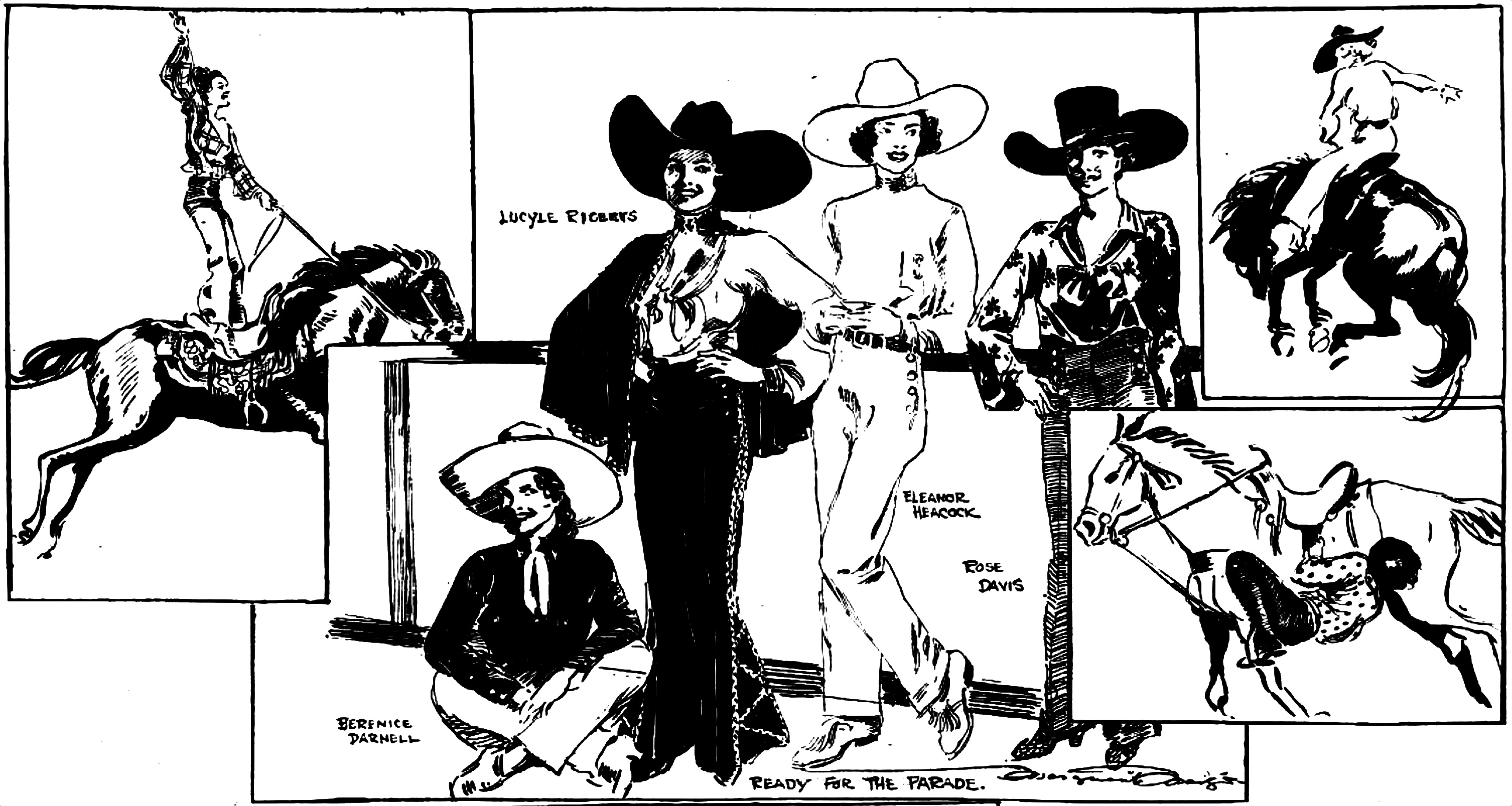
Наїзниці Береніс Дарнелл, Люсіль Річардс, Елеонора Гікок і Роуз Девіс, в ескізі Маргеріт Мартін, 1933

У 19 столітті жінки освоїли навички з мотузкою та їзді, коли американський кордон штовхав Захід, але ковбойство як професія була головним чином роботою чоловіків, оплату за роботу в цій галузі жінки по суті не отримували. Жінок наймали як стрільчинь із пістолетів, так і на трюки наїздниць на шоу «Дикий Захід» кінця 19 ст. У 1885 році Енні Оукл була найнята Буффало Біллом Коді в якості стрільчині в його шоу «Дикий Захід», але пізніше він допоміг створити знаковий образ наїздниці, коли вона з'явилася у західному фільмі, знятому Томасом Алвою Едісоном у 1894 році.

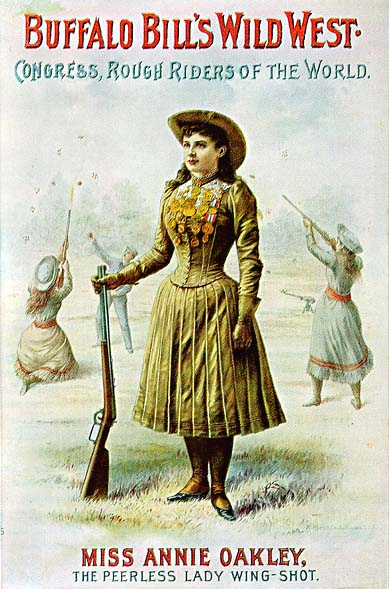
Енні Оукл створила образ наїздниці для американців

У 1903 році жінки розпочали змагання на Днях прикордонніх штатів, хоча ніколи не було великої кількості професійних наїзниць. Промоутери Rodeo часто рекламували наїздниць як миловидних жінок або королев родео. Термін наїзниця вперше був використаний у контексті шоу на дикому заході у Оклахомі Люсіль Малголл у 1908 році, коли у віці 10 років вона проявила свої навички з мотузкою у Медісон Сквер Гарден. Прерія Роуз Хендерсон, бронзова скульптура Мейбл Стрікленд, чемпіонка-наїзниця Берта Бланкетт та інші наїзниці досягли слави, виступаючи на родео на початку ХХ ст. Жінки змагалися на першому родео в приміщенні Форт-Ворт, штат Техас, Колізей в 1918 році.

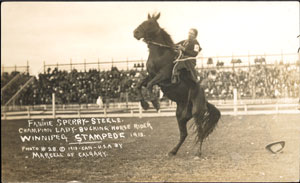
Фанні Сперрі Стіл, чемпіонка-наїзниця, Вінніпег Штемпед, 1913

До 1920 року жінки брали участь у родео у вигляді естафет, трюків та наїзниць. У 1928 третина всіх родео була представлена змаганнями жінок. Однак в цьому році у «День Шайєнського кордону» закінчились змагання з верхової їзди серед жінок, а в 1929 році бронзова наїзниця та феміністка Бонні МакКарролл померла під час «Пендлтонського раунду», коли її скинув кінь та протягнув по арені, бо її стопа застрягла в стремені. Мак-Керролл відзначали за її відвагу і завзятість на арені родео, але трагедія посилила опозицію до жінок, які змагаються у жорстоких умовах. Промоутери родео почали зменшувати цінність жінок і припинили заохочувати їх, замість цього запропонували їм служити королевам родео.
Коли у 1929 була створена Асоціація Родео Америки (АРА) під керівництвом Джина Атрі, жодні жіночі події не включалися. Жінки були ще більш маргіналізовані як конкурентки родео з Великим крахом у 1929 році і довгий, ліберальний період в американській історії, який прагнув переосмислити поведінку та заняття американок, закінчився. У той час як основні родео знайшли фінансову підтримку під час Великої депресії, а професіоналки родео знайшли роботу головним чином як наїзниці на виставках, маловідомі наїзниці-родеї були виведені з бізнесу, а наїзниці, які мали ще менше професійних здібностей — не змогли знайти роботу. Традиційні гендерні ролі були підтверджені, і до 1931 р. конкурси спонсорів консервативного стилю родео отримали свою появу та зосереджувались на жіночності, а не на атлетизмі. Жінок-родео переосмислювали як витончених рекламних фігур, а не спортсменок.

## Середина ХХ століття
Обмеження Другої світової війни були руйнівними для професійних наїзниць родео. У родео було набагато менше жінок, ніж чоловіків, тому жіночі події були скорочені. У 1941 р. Медісон Сквер Гарден влаштував свій останній конкурс з верхової їзди у жінок. Коли на початку 1940-х Джин Отрі взяв під контроль великі родео, він втілив їх у подію, яка відображала його «консервативні, гендерні цінності». У 1942 році він скасував участь наїзниць з нью-йоркського та бостонського родео. Поки жіночі змагання не одразу припинилися, виставки верхової їзди знаменитих наїзниць почали наростати. Чоловіки-родео ігнорували жінок-конкуренток, віддаючи перевагу симпатичній, але неатлетичній «Дівчині на ранчо». Продюсер родео Autry виділив співаків та інших розважальників за рахунок конкурентів та жінок, які були виведені на перегони за титул, як королеви родео.
Пенделтон та інші родео відмінили урочистості через війну. ПрофесійнІ жінки-родео зійшли з арени, аматорські наїзниці вступили, щоб заповнити порожнечу. Саме в цей період тут і там, на південному заході, проводилися неофіційні загальновиробничі родео, щоб забезпечити розваги для військ. У 1942 році Фей Кірквуд влаштував родео для всіх дівчат у Бонхем, штат Техас, але програма була фактично виставкою, а не конкуренцією. Вон Крейг приблизно в один і той же час підготував дівчину-родео з 8 із 19 змагань. Жодне родео не було представлене королевами родео, можливо, як загальний протест проти ролі королеви. Наїзниці відчували, що подібні змагання відволікають увагу спортсменки-наїздниці і зосереджують її на симпатичних дочках місцевих бустерів. Жіночі гонки на бочках в Медісон-сквер-Гарден в 1942 році призвели до прийняття цього змагання в родео.
Суперечка з правилами під час першого загального родео, 1948 року в Амарілло, штат Техас, призвела до утворення першої асоціації родео для жінок. Суперечка під час змагань із навичок з мотузками щодо телят стосувалася у відсутності стандартних правил проведення заходу та призвела до створення Асоціації дівчат-родео (GRA), яка похвалилася 74 учасницями та провела одне родео в перший рік. У 1979 році організація складалась з 2000 жінок та з 15 санкціонованими родео. У 1981 році GRA стала Жіночою професійною асоціацією родео (WPRA) і успішно співпрацювала з місцевими промоутерами родео та PRCA, щоб перетворити жіночі змагання на звичайні змагання у більшості PRCA родео. Події WPRA — це змагання зі бочкою, катання на бочці без сідла, катання на бичках та скелетах, командне катання на конях, катання на телятах (як у відриві, так і при з'єднанні), зав'язування козла та рульове декорування — змагання, в якому наїзниця хапає стрічку з шиї керма, а не стрибаючи зі свого коня, і бореться з кермом, щоб прив'язати коня. Сьогодні лише частина учасниць WPRA змагається за жіночі родео, воліючи замість цього потрапляючи на родео PRCA там, де більше грошей.
Жінки керуються суворими правилами на заходах WRCA. На арені потрібні довгі штани та сорочки з довгими рукавами, а також ковбойські черевики та шапки. Шапочки та шпори зазвичай носять, за винятком гонок на диких конях та доїння диких корів. Зловживання тваринами, неспортивна поведінка та гучна, нецензурна мова заборонені. Кількість жіночих родео зменшилася в останні десятиліття ХХ століття; вартість транспортування коня на сотні кілометрів, щоб змагатися за невеликі гроші, запропоновані WPRA, стали економічно недоцільними. Інші жіночі організації включають Професійну жіночу асоціацію Rodeo (PWRA), яка відкрита лише для жінок, що займаються грубою худобою.

## Кінець ХХ ст.— поч. ХХІ століття
Випадкова вибірка 1992 року, яку виявили члени WPRA, більше половини були родичами родео і в більшості були чоловіки. Майже всі були випускниками середньої школи, третина здобула освіту в коледжі.